# Petit véhicule protégé
Pour les articles homonymes, voir PVP.
Le Petit véhicule protégé, abrégé en PVP, est un véhicule de liaison et de sûreté protégé français. Conçu pour être utilisé dans le cadre de missions de guerre, il permet d'effectuer des missions de patrouille, d'escorte, de sécurité, de surveillance, de liaison, de contrôle de zone, de transport de personnel ou de matériel, et de poste de commandement. Aérotransportable et héliportable, il se substitue au Peugeot P4 pour les liaisons en zone de guerre dans l'armée de terre française.
La société ARQUUS, qui a racheté Panhard en 2012, lui donne, en 2018, le nom commercial suivant : Dagger.

## Historique
Le retex de missions en ex-Yougoslavie, entre autres, a mis en évidence le manque flagrant de protection des véhicules de liaison et de commandement face à des menaces multiples telles que les tirs d'armes légères d'infanterie (ALI), les engins explosifs improvisés ou les tireurs embusqués.
Il a donc été décidé de lancer en 2001 le programme PVP pour remplacer les P4 et dont le marché a été notifié à Auverland en septembre 2004. Sa première exposition publique a eu lieu lors du salon de l’armement Eurosatory à Paris en 2002.

## Caractéristiques
La conception du PVP se répartit entre deux sites français : à Saint-Germain-Laval (Loire) sont fabriqués les caisses et le châssis entre 2005 et 2012 tandis que l'assemblage s'effectue à Marolles-en-Hurepoix (Essonne).
Le PVP est pourvu d'un blindage de niveau 2 du STANAG 4569 pour l'habitacle et de niveau 1 du STANAG 4569 pour le moteur, ce qui lui permet d'offrir une protection balistique similaire au VBL (Véhicule blindé léger).
Les PVP sont pourvus de l’ABS, de l’ESP, de la climatisation, d’une boîte de vitesses automatique et d’un variateur de pression de gonflage des pneumatiques géré depuis l’intérieur. Les vitres du véhicule ont une épaisseur de 6,6 cm et son blindage est un assemblage de plusieurs matériaux (céramique, métaux).

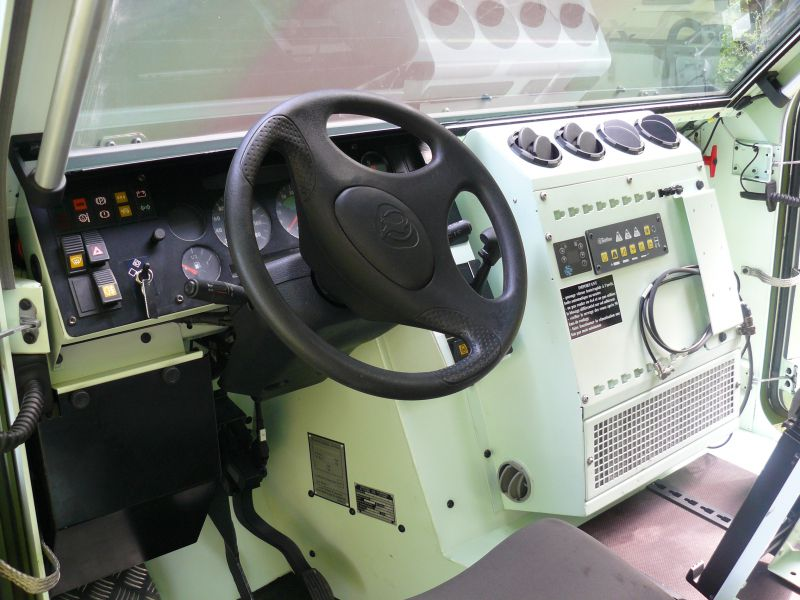
Tableau de bord d'un PVP
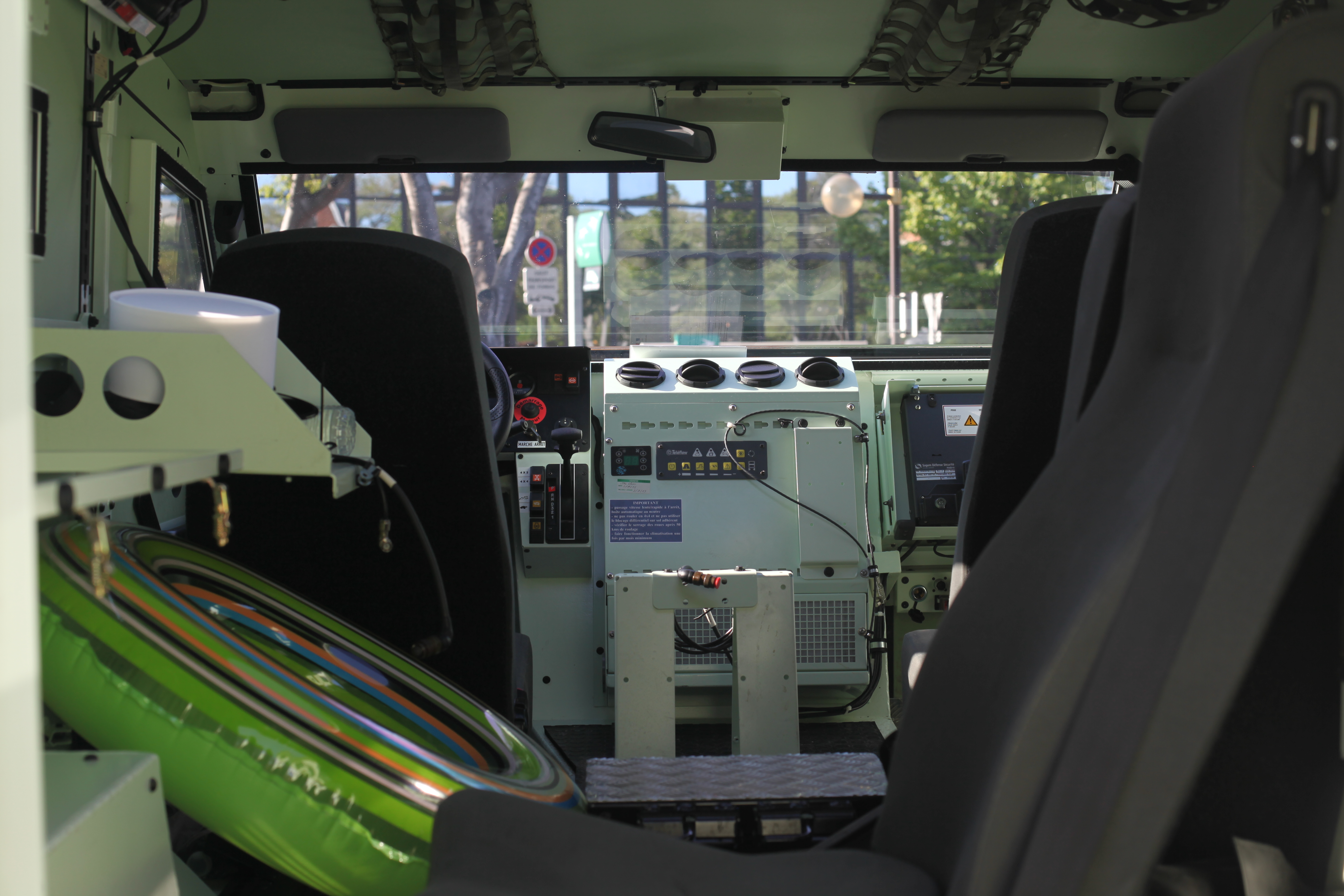
Intérieur d'un PVP
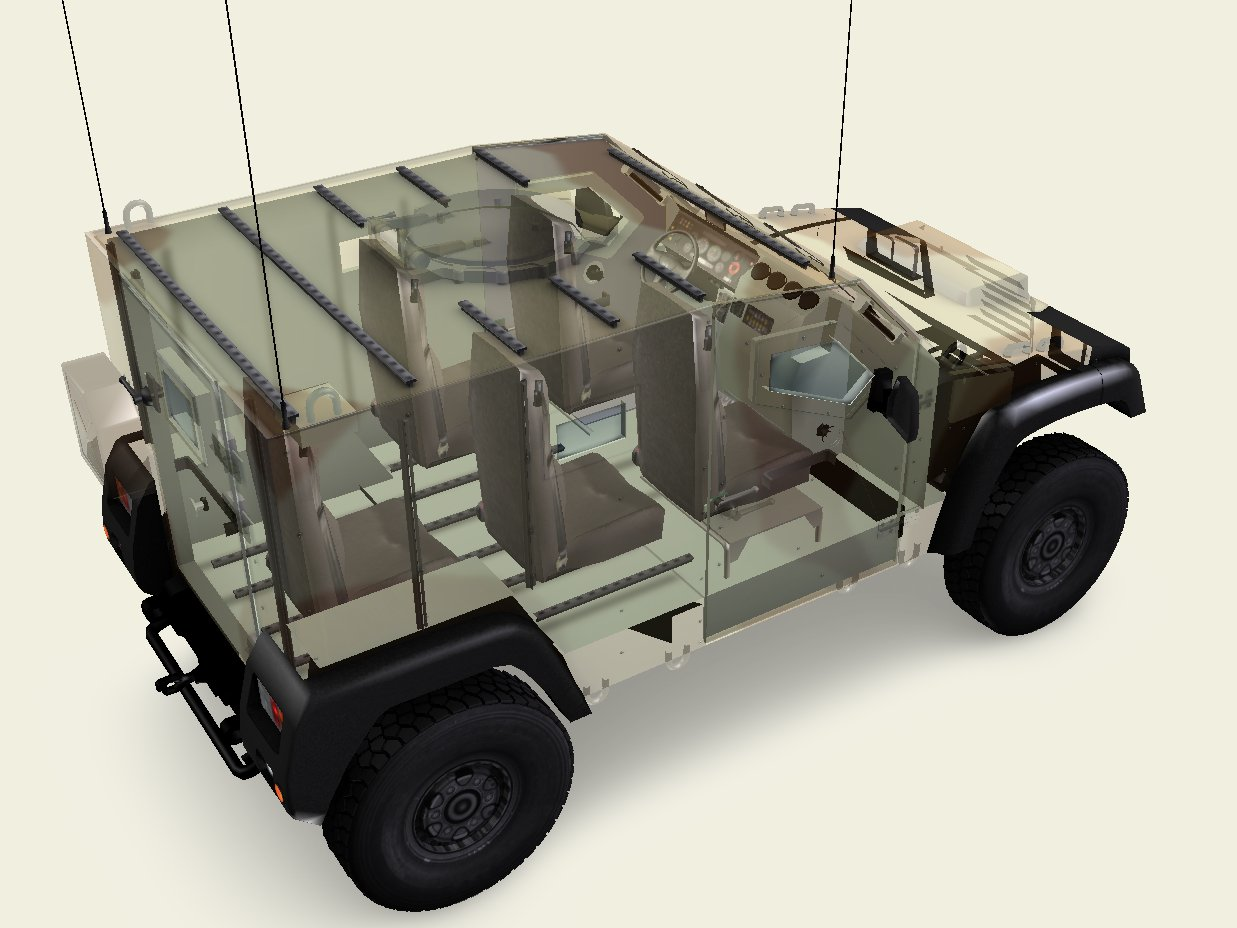
PVP équipé des trois sièges additionnels

## Versions
- Version « rang » pour équiper les unités d'appui et de soutien, dans le cadre de mission de patrouille et d'escorte.
- Version « commandement » pour le commandement de l'infanterie.
- PVP/HD (Heavy Duty) : la caisse a été allongée et agrandie permettant l'ajout de deux portes supplémentaires, ce qui les porte à cinq.
- PVP/XL : il s'agit d'une classe de véhicule supérieure destiné aussi aux missions de maintien de l’ordre. Il a été à ce titre proposé dans le cadre de la compétition du VBG (Véhicule blindé de la Gendarmerie française).

| Modèle | Classe de véhicule   | Volume intérieur | Charge utile | Équipage  | Blindage                           |
| ------ | -------------------- | ---------------- | ------------ | --------- | ---------------------------------- |
| PVP    | À partir de 5 tonnes | 4,5 m3           | 800 kg       | 2 + 3 + 2 | niveau supérieur à 2 (Stanag 4569) |
| PVP/HD | 7 tonnes             | 6,5 m3           | 2 t          | 2 + 3 + 2 | niveau 3 (Stanag 4569)             |
| PVP/XL | Jusqu'à 12 tonnes    | 8–11 m3          | 3 t          | 3 + 3 + 4 | niveau 3 (Stanag 4569)             |

## Utilisateurs

### Chili
15 véhicules pour un montant de 2 millions d'euros commandés pour ce premier client à l'exportation en 2009 et une option sur une centaine supplémentaire pour équiper l'armée et la police ; celle-ci n'a pas été levée.

### France

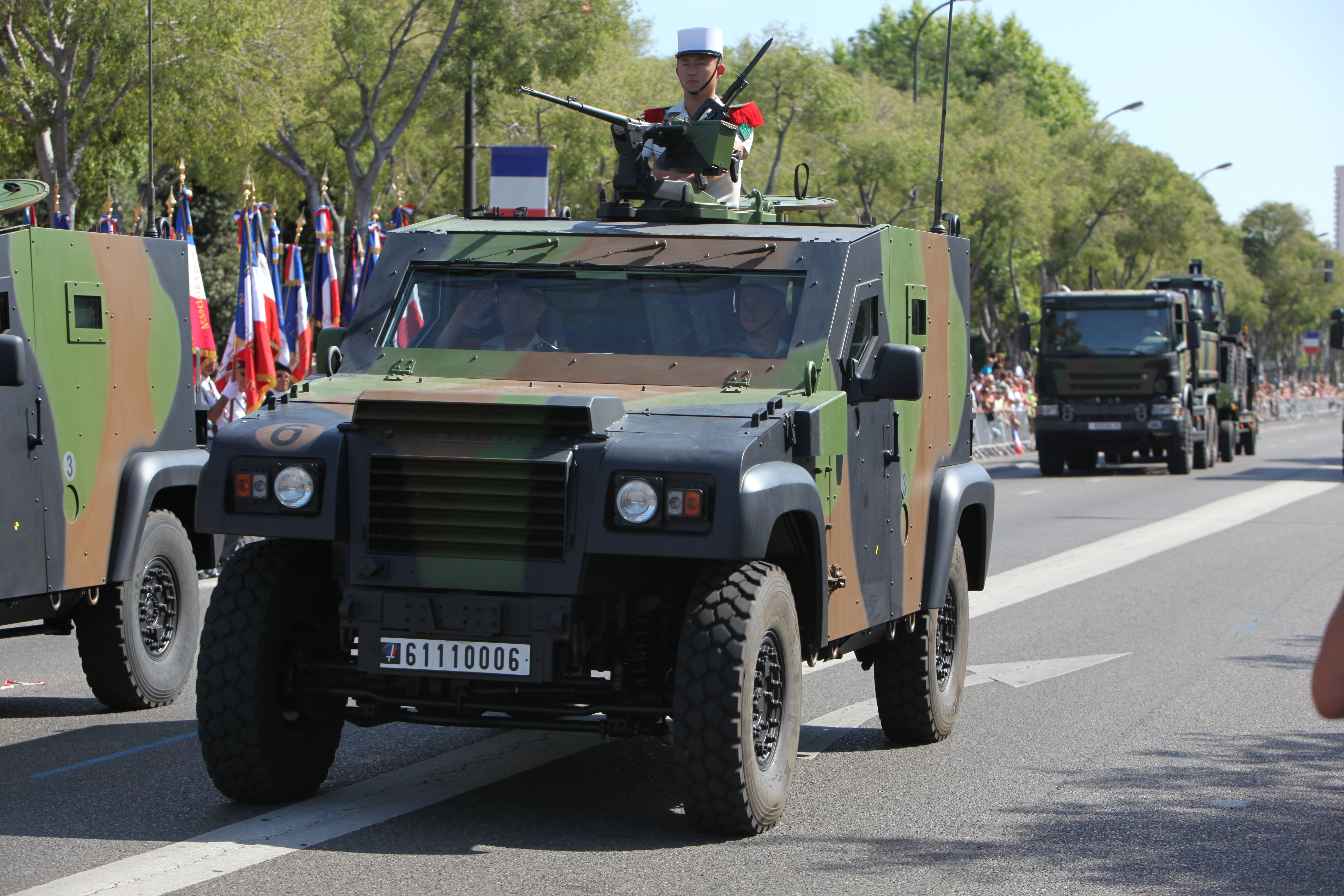
PVP du 2e régiment étranger de génie, le 14 juillet 2012.

En septembre 2004, le ministère de la Défense passe commande pour la fourniture de 933 unités. Le montant du contrat s'élève à 150 millions d'euros, pour des livraisons comprises entre 2008 et fin 2012,. Puis, dans le cadre du plan gouvernemental de relance de l’économie, le ministère décide d'augmenter la cadence de livraison en la faisant passer de 200 véhicules par an à 300 pour 2009/2010.
Le 8 septembre 2011, une nouvelle commande de 200 véhicules est passée pour une livraison en 2012.
Le 993e PVP sur les 1 133 alors commandés est livré début juin 2012. Le 1000e PVP est livré à l'armée française le 27 septembre 2012 au cours d'une cérémonie à l’hôtel des Invalides.
En octobre 2012, la commande d'une centaine d'engins supplémentaires est annulée, portant le total prévu à 1 133 exemplaires. Néanmoins, en décembre 2012, 50 engins sont commandés par la direction générale de l'Armement (DGA), ce qui porte le nombre de PVP commandé à 1 183.
Au 31 décembre 2012, 963 véhicules étaient en service dans les forces françaises. À cette même date, leur taux de disponibilité s'établissait à 50 %, à la suite de « défauts de conception mineurs, mais fortement répétitifs, de pièces mécaniques (pédales, bielles de direction, cardans, tuyauterie…) » et d'un manque de pièces détachées. L'état-major de l'armée de terre s'est fixé l'objectif d'une disponibilité de 75 % du parc en fin d'année 2013.
Cet objectif ne sera pas rempli, la disponibilité des 1 183 véhicules en service passant de 52 % en 2014 à 41 % en 2015. Le coût unitaire du maintien en condition opérationnelle (MCO) pour cette dernière année est de 2 144 euros. Au 31 décembre 2016, son taux de disponibilité s’élevait à seulement 31%, soit le taux le plus faible de l’ensemble des véhicules de l’armée de Terre.
Au 31 décembre 2019, 1 151 sont en service d'un âge moyen de 10 ans ayant un taux de disponibilité de 54 % et une MCO de 5 054 €.

#### Armée de Terre

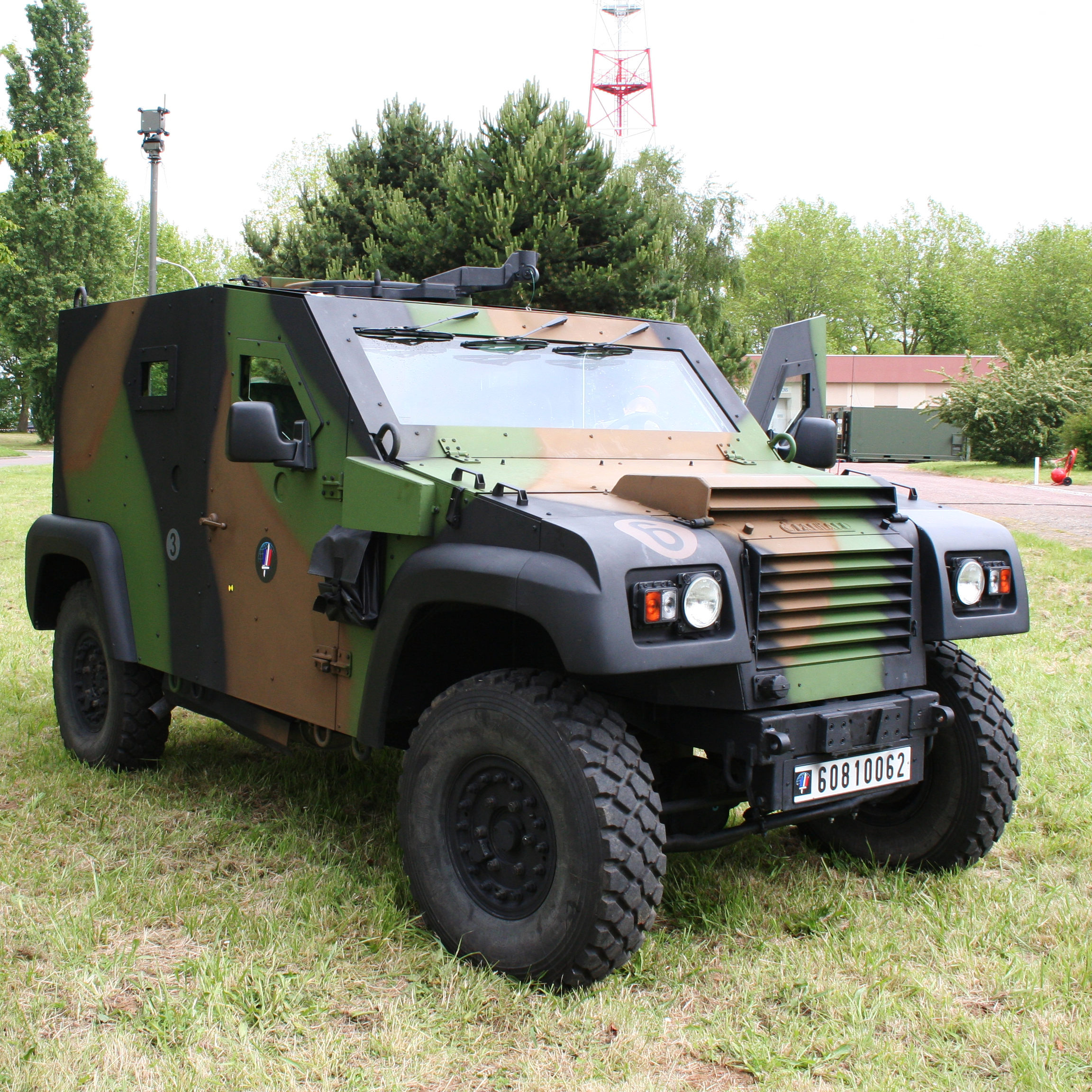
PVP du 18e RT (2009).

- 54e régiment de transmission de Haguenau.
- 1er régiment d'artillerie de marine de Laon-Couvron.
- 1er régiment de Chasseurs Parachutistes de Pamiers.
- 68e régiment d'artillerie d'Afrique de La Valbonne.
- 40e régiment d'artillerie de Suippes
- 1er régiment de parachutistes d'infanterie de marine de Bayonne.
- 2e régiment étranger de génie de Saint-Christol.
- 121e régiment du train de Montlhéry.
- 503e régiment du Train de Nîmes.
- 511e régiment du train d'Auxonne.
- 515e régiment du train de la Braconne
- 516e régiment du train de Toul.
- 7e bataillon de chasseurs alpins de Bourg-Saint-Maurice.
- 27e bataillon de chasseurs alpins de Cran-Gevrier.
- 93e régiment d'artillerie de montagne de Varces.
- 6e régiment du génie d'Angers.
- 13e régiment du génie du Valdahon.
- Le bataillon de commandement et de soutien de la brigade franco-allemande de Müllheim (Allemagne).
- 7e régiment du matériel .
- 31e régiment du génie de Castelsarrasin.
- 61e régiment d'artillerie de Villiers-le-Sec
- 28e groupe géographique de Haguenau.

#### Gendarmerie nationale
- La Gendarmerie nationale a utilisé en 2008 huit PVP non-armés prêtés par l'armée de terre, pour ses observateurs en Géorgie à la suite de la deuxième guerre d'Ossétie du Sud.

#### Police nationale
- RAID, unité d'élite. 12 PVP en 2019 + 4 en 2020, équipant également les antennes du RAID,  y compris en Outremer. Les engins destinés à la métropole sont de couleur noire, et ceux destinés à l'Outre-mer arborent le camouflage centre-europe.
- BRI, unité antigang. Le PVP équipe la BRI-PP basée à Paris.

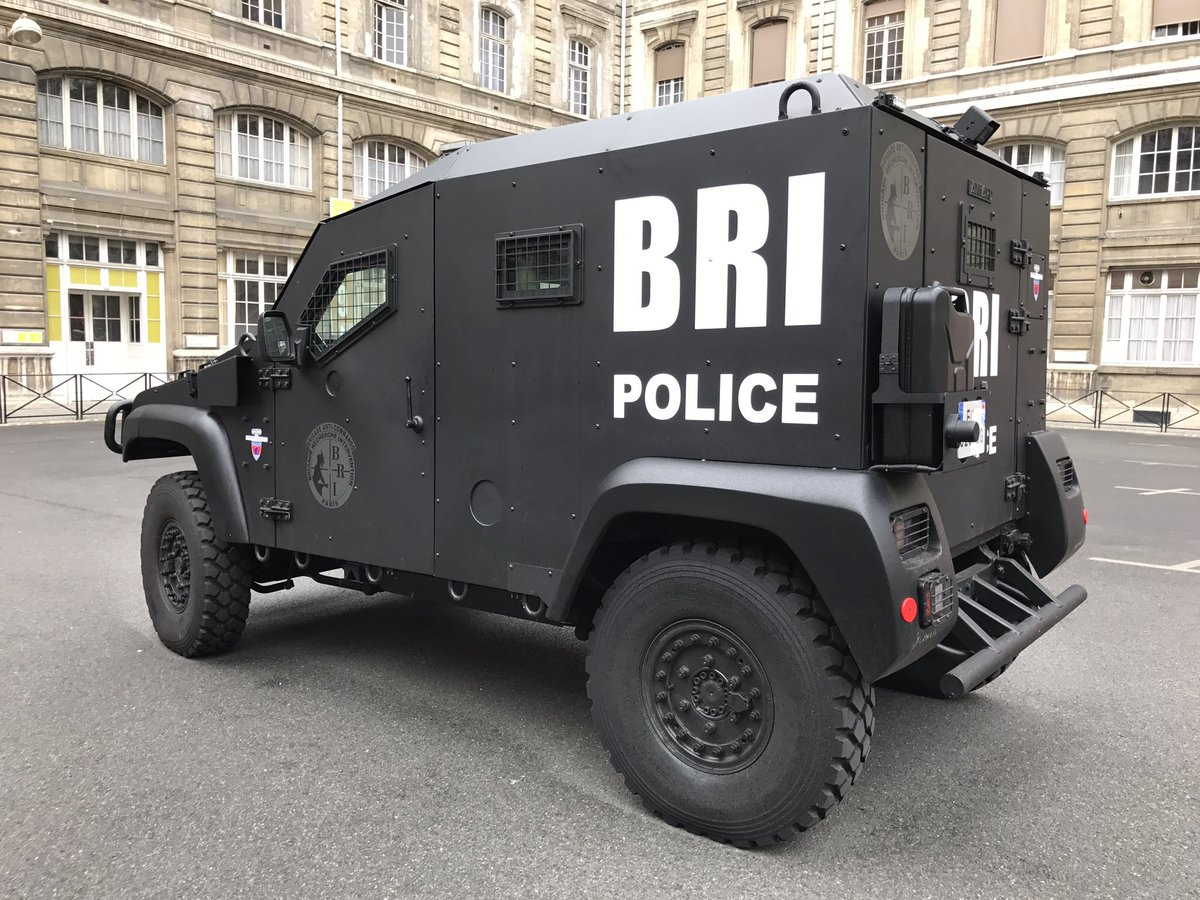
PVP de la BRI de la préfecture de police de Paris
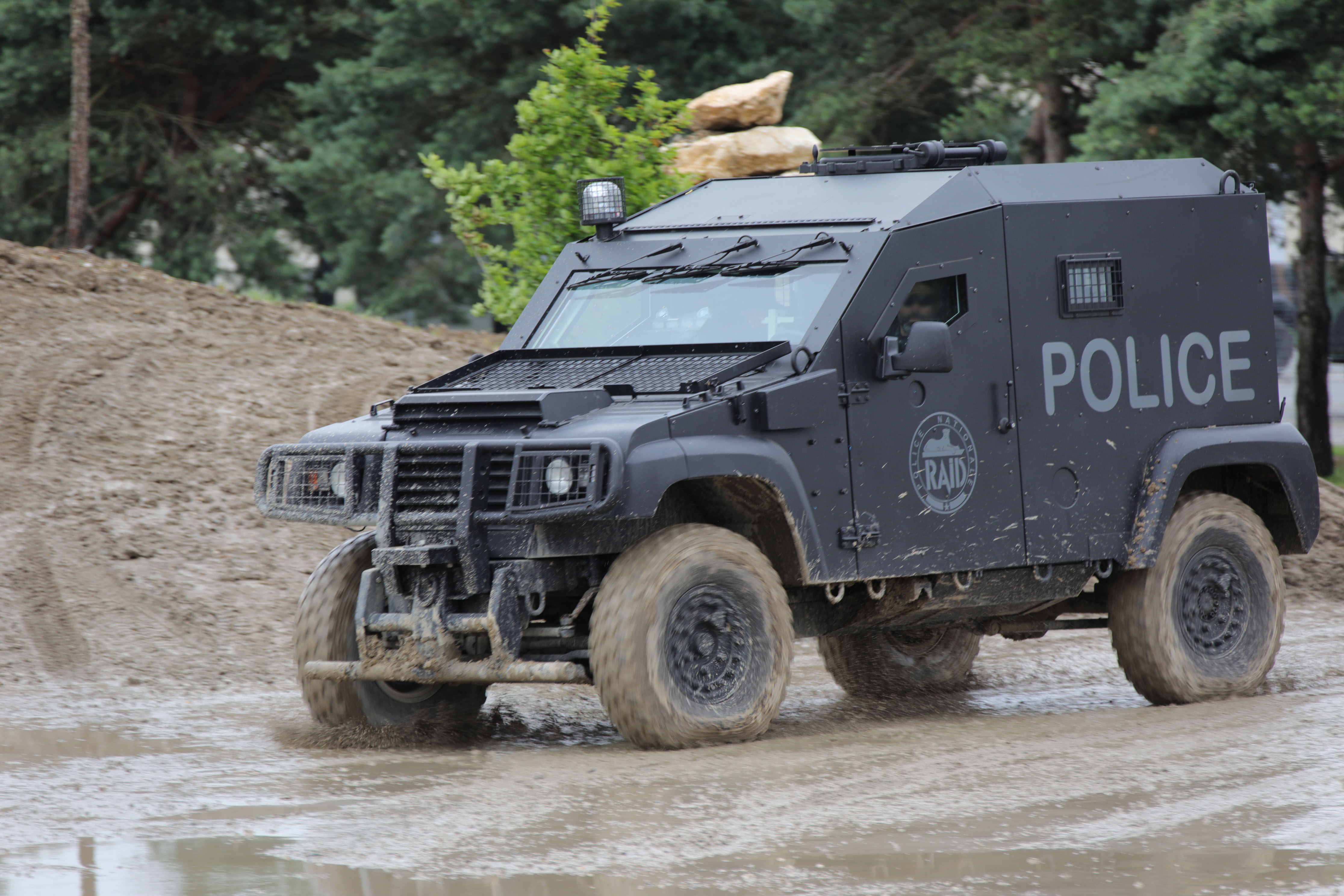
PVP du RAID

### Mali
Nombre de livraisons inconnu.

### Roumanie
La Roumanie est le troisième client à l'exportation avec 15 PVP commandés durant le deuxième semestre 2012 livrées entre 2012 et 2015,, utilisés par la police militaire.

### Sénégal
13 PVP commandés en décembre 2017 pour la gendarmerie nationale.

### Togo
Six véhicules ont été commandés et réceptionnés par ce pays en 2010 pour les forces togolaises déployées dans le cadre de la MINURCAT,. Ces véhicules sont semblables aux PVP français mais ont été rehaussés au niveau du toit pour pouvoir accueillir, à l'arrière six passagers installés face à face, en plus des deux places avant et du strapontin du mitrailleur.

## Pistes commerciales

### Allemagne
L’Allemagne a testé le « Gavial », dérivé du PVP, développé pour la Bundeswehr par Rheinmetall Landsysteme en coopération avec Panhard/Auverland. Équipé de 5 portes et aérotransportable à l'intérieur d'un CH-53, le Gavial n'a finalement pas été retenu par la Bundeswehr.

### Inde
Au printemps 2012, l’Inde a émis deux RFI (Request for Information), étape préalable à un appel d’offres formalisé, pour des blindés légers. Au total, le besoin de l’armée de terre indienne porterait sur la livraison de 2 800 blindés légers (2 000 + 800), qui doivent se décliner en plusieurs versions (véhicules protégés de liaison, patrouille, transport, observation artillerie, porteurs de systèmes d’armes). Le PVP n'a finalement pas été retenu.

## Culture populaire
- Dans le film Mission impossible : Fallout, deux des véhicules d'escorte du convoi carcéral transportant l'antagoniste principal du film sont des PVP du RAID.